# Карлос Апонте
Карлос Апонте (ісп. Carlos Aponte; 24 січня 1939, Тунха — 1 серпня 2008, Богота) — колумбійський футболіст, що грав на позиції захисника.
Виступав, зокрема, за клуб «Санта-Фе», а також національну збірну Колумбії.

## Клубна кар'єра
У дорослому футболі дебютував 1958 року виступами за команду «Санта-Фе», в якій провів вісім сезонів, взявши участь у 250 матчах чемпіонату. Більшість часу, проведеного у складі «Санта-Фе», був основним гравцем захисту команди і тричі вигравав чемпіонат Колумбії в 1958, 1960 і 1966 роках.
Протягом 1969—1970 років захищав кольори клубу «Депортес Толіма», а завершив ігрову кар'єру у команді «Уніон Магдалена».

## Виступи за збірну
25 квітня 1962 року дебютував в офіційних матчах у складі національної збірної Колумбії в товариській грі з проти Мексики (0:1). Того ж року у складі збірної був учасником чемпіонату світу 1962 року у Чилі, але на поле не виходив.
Наступного року поїхав з командою на чемпіонату Південної Америки 1963 року у Болівії, де зіграв у чотирьох матчах проти Аргентини, Бразилії, Болівії та Еквадору, але команда посіла останнє 7 місце.
Востаннє зіграв у національній збірній 1 вересня 1963 року у товариському матчі проти Коста-Рики (3:4). Загалом протягом кар'єри у національній команді, яка тривала 6 роки, провів у її формі 4 матчі.
Помер 1 серпня 2008 року на 70-му році життя у місті Богота.

## Титули і досягнення
- Чемпіон Колумбії (3): 1958, 1960, 1966